# Anthelephila impexus
Anthelephila impexus es una especie de coleóptero de la familia Anthicidae.

## Distribución geográfica
Habita en las Filipinas.